# Estadio Hugo Sotil (Villa el Salvador)
El Estadio Hugo Sotil Yerén, anteriormente denominado Iván Elías Moreno, es un recinto deportivo ubicado en el distrito de Villa El Salvador, Lima, Perú. Dedicado principalmente a la práctica del fútbol, fue inaugurado el 2 de junio de 2002 con un partido entre los clubes Defensor Villa del Mar y Guardia Republicana. El estadio tiene una capacidad para 13 773 espectadores y ha sido utilizado por diversos equipos del fútbol profesional y amateur en el país.
Hasta el 28 de mayo de 2025, el estadio llevó el nombre de Iván Elías Moreno, en memoria de un estudiante del cercano Colegio Fe y Alegría N.º 17. La denominación fue promovida por el entonces alcalde Michel Azcueta, en el marco del proyecto de construcción del estadio. El 29 de mayo de 2025, el recinto adoptó oficialmente el nombre de estadio Hugo Sotil, en homenaje al exfutbolista peruano.

## Historia

### Construcción
Las obras comenzaron durante el tercer periodo como burgomaestre de Villa el Salvador de Michel Azcueta. Antes de su construcción, el terreno albergaba el antiguo estadio municipal del distrito, que consistía en un campo de tierra utilizado para encuentros de la liga distrital.

### Iván Elías Moreno
Joven vecino, estudiante y jugador de fútbol del equipo  local Sport Inca. Muere a causa de la violencia entre jóvenes, intento detener una pelea entre pandillas, fue gravemente herido y no pudo ser atendido a tiempo. Este acto generó un hito en la historia de la comunidad, por lo cual el estadio municipal lleva su nombre.
Ante el cambio de nombre del estadio municipal, la comunidad se pronunció, exigiendo que se conserve y respete su memoria.

### Inauguración
El estadio fue inaugurado el 2 de junio de 2002 con un partido correspondiente a la Segunda División Peruana entre Defensor Villa del Mar y Guardia Republicana. El equipo local se impuso en el marcador. A partir de entonces, el estadio fue escenario frecuente de competencias deportivas distritales y nacionales.

### Remodelaciones y convenios
En 2013, el estadio fue sometido a trabajos de remodelación que permitieron su habilitación para partidos oficiales de Segunda División. Posteriormente, en 2015, un convenio entre la Municipalidad de Villa El Salvador y el Club Deportivo Municipal concedió el uso del estadio a este club por un período de tres años para su participación en la Primera División. A partir de entonces, el estadio fue apodado informalmente por algunos sectores de la hinchada como "El Tacho". El Municipal seguiría utilizando recurrentemente el estadio hasta finales de 2024, debido a que, en 2025, se mudarían al estadio Municipal de Chorrillos.

### Cambio de denominación y concesión a Alianza Lima
En mayo de 2025, el club Alianza Lima obtuvo la concesión del estadio por un periodo de tres años, a través de un acuerdo con la Municipalidad Distrital de Villa El Salvador. A partir de esta fecha, el recinto pasó a llamarse oficialmente Estadio Hugo Sotil, en honor al exfutbolista peruano. El estadio es utilizado por Alianza Lima para los partidos de sus equipos de la Liga Femenina y la Liga 3, y también está inscrito como sede alterna para el primer equipo masculino que disputa la Liga 1.

## Equipos locales
Desde su inauguración, el estadio Hugo Sotil ha sido sede local de diversos clubes. Defensor Villa del Mar lo utilizó entre 2002 y 2006 en la Segunda División; Estudiantes de Medicina disputó un único partido por la Primera División en 2003; y Raymondi Cashapampa lo empleó durante la etapa departamental de la Copa Perú en 2008. Deportivo Municipal jugó allí entre 2013 y 2014, logrando el ascenso a la Primera División, y continuó utilizándolo hasta fines de 2024. En 2024, Alianza Lima lo adoptó como sede alterna debido a una sanción a su estadio principal, y en 2025 asumió la concesión del recinto por un periodo de tres años.

## Transporte

### Bus (Metropolitano)
El estadio está ubicado 500 metros del paradero «Mariátegui» de la Ruta Alimentadora AS-04 de Villa El Salvador del Sistema Metropolitano de Transporte de Lima, ubicado en el cruce de las avenidas Revolución y José Carlos Mariátegui, que se une a la ruta troncal del Metropolitano con el Terminal Sur Matellini.

### Metro (Tren eléctrico)
A 2 kilómetros del estadio se ubica la estación Villa El Salvador, último paradero de la línea 1 del Metro de Lima y Callao, ubicado en la avenida Separadora Industrial.